# Jorge Silva (futebolista)
Jorge Manuel Lopes da Silva, mais conhecido como Jorge Silva, (Lisboa, 23 de Junho de 1959) foi um futebolista português, que actuava na posição de avançado.
Iniciou-se como jogador profissional no Benfica. Jogou ainda em alguns clubes importantes do futebol português, nomeadamente o Boavista, o Marítimo, Belenenses e o Vitória de Setúbal.
Foi ainda internacional por Portugal, tendo se estreado no Estádio da Luz num jogo frente à Suiça, para a qualificação do Mundial de 1990.

## Palmarés
- 2 Taça de Portugal: 1979-80 e 1984-85